# Desdemona Mazza
Desdemona Mazza, née le 3 octobre 1901 à Castel San Pietro Terme et morte le 1er juin 1954 à Paris, est une actrice italienne.

## Biographie
Desdemona Mazza est la fille de Pierre Mazza et d'Angelina Fraticelli.
Présentée à Eugenio Perego, elle est engagée pour jouer Les Naufrages de la vie.
Elle meurt 1er juin 1954 à l'âge de 52 ans.

## Filmographie partielle
- 1920 : L'Appel du sang
- 1920 : Miarka, la fille à l'ourse
- 1920 : Cœurs farouches
- 1922 : Les Mystères de Paris
- 1926 : Martyre
- 1929 : Vénus de Louis Mercanton
- 1931 : Olive passager clandestin